# Visual Studio Team System Profiler
Visual Studio Team System Profiler — коммерческий профайлер (иногда употребляют термин «профилировщик») от корпорации Microsoft, входящий в состав пакета Visual Studio Team System (VSTS) и версии Development Edition среды разработки Visual Studio. Данный инструмент может работать или в режиме семплирования, в котором через определенные промежутки времени производится запись снимков состояния программы, или в режиме измерения, в котором статистика собирается за счет измерений входных и выходных значений функций. Достоинством режима измерения является более тщательный сбор статистики, однако он вынуждает программу работать гораздо медленнее из-за выполнения дополнительного кода при измерениях.
Профайлер VSTS призван помочь обнаруживать и способствовать решению проблем производительности в коде, написанном для платформы .NET или родного скомпилированного кода Visual C++. Помимо поддержки 32-битности, последние версии профайлера VSTS можно использовать на 64-битных Windows-платформах для профилирования как 32-битных, так и 64-битных программ. Профайлер собирает информацию по характеристикам производительности для методов, вызванных на данном этапе работы профайлера, включая количество вызовов функции и весь стек вызовов при вызове функции.
Приложение должно быть вызвано из самого профайлера, а для корректного анализа программа должна нормально запуститься и отработать. По завершении профайлер выдаст итоговую оценку затраченного времени для каждой из функций и количество вызовов каждой функции. Кроме того, также может отслеживаться и объём потребляемой памяти объектами под хранение своих данных.
Статистику, выдаваемую профайлером, можно посмотреть при помощи графического интерфейса Performance Explorer (Обозреватель производительности), входящего в пакет VSTS, и доступ к которому можно получить, создав Performance Session (Производительность сессии).
Отдельную версию профайлера VSTS также можно установить с DVD-диска Visual Studio Team System, она же доступна для скачивания с веб-сайта Microsoft. Несмотря на то, что отдельный компилятор можно устанавливать или использовать на любой платформе, собранные им результаты могут быть проанализрованы лишь в той версии Visual Studio, которая включает в себя профайлер.

## Дополнительные источники
- Visual Studio Profiler Team Blog
- Analyzing Application Performance (MSDN)
- Using the performance explorer
- Using the Visual Studio Team System Profiler: Summary View
- Using the Visual Studio Team System Profiler: Function View, Caller / Callee View and Calltree View
- Using the Visual Studio Team System Profiler: Object Allocation and Object Lifetime views
- Visual Studio 2008 Service Pack 1 Stand-Alone Profiler (download)